# The Other Side (песня Pendulum)
«The Other Side» (рус. «Другой Мир») — третий сингл австралийской группы Pendulum с их второго альбома In Silico. Вышел 28 июля 2008 года. 3 августа песня стала 54-й в UK Singles Chart.

## Реакция критики
«The Other Side» получила смешаный приём.

## Видео
Музыкальное видео на песню «The Other Side» было снято режиссёром Бобом Чендлером. Оно посвящено человеку, который с помощью лифта, останавливается в нескольких различных местах вселенной. Видео впервые появилось 8 июля 2008 года на сайте BBC Radio 1. Позже видео было добавлено на YouTube, страницу группы на MySpace и официальный сайт.

## Форматы и списки композиций
12" vinyl single
(WEA450T; выпущен 28 июля 2008)
A1. «The Other Side» (VIP mix) — 5:38
A2. «The Other Side» (dubstep mix) — 4:46
CD single

(WEA450CD; выпущен 28 июля 2008)
1. «The Other Side» (album version) — 5:15
2. «The Other Side» (radio edit) — 3:41
3. «The Other Side» (VIP mix) — 5:38
4. «The Other Side» (dubstep mix) — 4:46

| Digital EP (iTunes Store, 7digital; выпущен 7 июля 2008) 1. «The Other Side» (album version) — 5:15 2. «The Other Side» (radio edit) — 3:41 3. «The Other Side» (VIP mix) — 5:38 4. «The Other Side» (dubstep mix) — 4:46 5. «Showdown» (live at the Brixton Academy) — 7:39 |

## Чарты
| Чарт (2008)      | Пик |
| ---------------- | --- |
| UK Singles Chart | 54  |

## Участники записи
Pendulum:
- Роб Свайр — синтезатор, вокал, микширование, продюсер, композитор
- Гарет МакГриллен — бас
- Перри Гвинедд — гитара
- Пол Кодиш — ударные

Другие:
- Christopher Mayhew — talkbox вокал
- Simon Askew — микширование

Видео состав:
- Rob Chandler — режиссёр, монтажер, визуальные эффекты
- Sam Brown — продюсер, постановщик
- Paul Richman — продюсер
- Clayton McDermott — визуальные эффекты
- Annelise (Annie) Levy — визажист
- Justin Atkinson — художник